# ألفرد إيفرسون جونيور
ألفرد إيفرسون جونيور (بالإنجليزية: Alfred Iverson, Jr.) هو عسكري ومحامي أمريكي، ولد في 14 فبراير 1829 في مقاطعة جونز في الولايات المتحدة، وتوفي في 31 مارس 1911 في أتلانتا في الولايات المتحدة.